# Tanaka Raizō

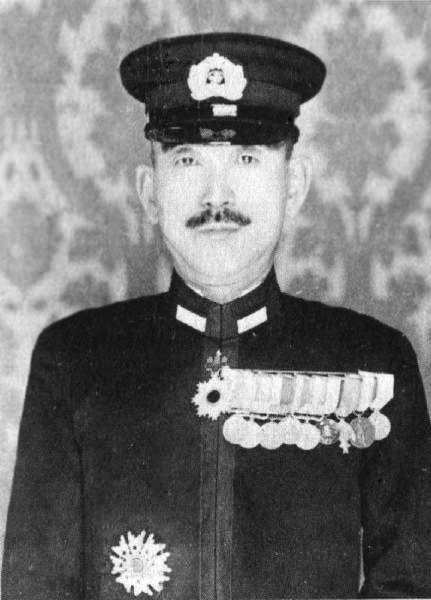
Tanaka Raizō

Tanaka Raizō (jap. 田中 頼三; * 25. April 1892, Präfektur Yamaguchi; † 9. Juli 1969) war ein japanischer Vizeadmiral im Zweiten Weltkrieg.

## Leben
Tanaka Raizō wurde am 25. April 1892 in der Präfektur Yamaguchi geboren und machte im Dezember 1913 seinen Abschluss an der japanischen Marineakademie, wo er sich auf Zerstörer und Torpedokriegsführung spezialisierte. Anschließend diente er als Fähnrich zur See bzw. ab Dezember 1914 als Leutnant zur See auf verschiedenen Schiffen wie dem Panzerkreuzer Azuma oder dem Schlachtkreuzer Kongō. 1920 besuchte er die Torpedoschule und schließlich wurde er 1923 Torpedooffizier auf dem Leichten Kreuzer Yura. 1925 bekleidete er den Rang eines Korvettenkapitäns und lehrte an der Torpedoschule.
Ab Anfang der dreißiger Jahre war er Kommandant mehrerer Zerstörer und wurde 1935 zum Kapitän zur See ernannt. Im Januar 1937 war er Chef der 2. Zerstörerdivision und im Dezember desselben Jahres übernahm er das Kommando über den Leichten Kreuzer Jintsū. 1939 unterstand ihm das Schlachtschiff Kongō.
1941 wurde er in den Rang eines Konteradmirals erhoben und übernahm im November das Kommando über das zweite Zerstörergeschwader mit seinem alten Schiff Jintsū als Flaggschiff. Bei Kriegsbeginn im Dezember 1941 leitete er mit diesem Geschwader die Landungsoperationen auf Mindanao (Philippinen) und im Februar des Folgejahres die Landung auf der Insel Timor. Im selben Monat nahm er auch an der Seeschlacht in der Javasee teil, ebenso an der Seeschlacht von Midway im Juni 1942. Danach wurde er in den Südpazifik verlegt. Dort beteiligte er sich an den Trägerschlachten bei den östlichen Salomonen (August 1942) und bei den Santa Cruz-Inseln (Oktober 1942) sowie an den Nachtschlachten von Guadalcanal im November 1942.
Tanaka führte während der Schlacht um Guadalcanal nächtliche Nachschubtransporte nach Guadalcanal durch (Tokyo Express) und leitete auch die Evakuierung der japanischen Truppen von der Insel. Im Rahmen dieser Operationen erkämpfte er mit seinen Zerstörern am 30. November 1942 einen glänzenden Sieg über einen Kreuzerverband der Amerikaner in der Nachtschlacht von Tassafaronga. Am 12. Dezember 1942, bei einem weiteren „Tokyo Express“, wurde Tanakas Flaggschiff, der Zerstörer Teruzuki, von Torpedos zweier US-PT-Schnellboote nahe Guadalcanal getroffen und versenkt. Tanaka konnte verwundet gerettet werden.
Nach der Evakuierung Guadalcanals kritisierte er die japanische Admiralität für ihre Führung während der Kämpfe um die Salomonen und wurde daraufhin für den Rest des Krieges auf weniger bedeutenden Posten eingesetzt. Im Oktober 1944 ernannte man ihn noch zum Vizeadmiral.
Tanaka Raizō gilt als einer der besten Zerstörerführer im Zweiten Weltkrieg. Seine besondere Stärke waren Nachtgefechte, vor allem in den engen Inselgewässern der Salomonen.